# 資江號巡邏艦 (1999年)
資江號巡邏艦（舷號：PGG-612），為中華民國海軍錦江級巡邏艦九號艦，由中國造船公司（今台灣國際造船）建造並用於用於近海巡邏，建成時艦上火力僅配備火炮，2010年完成加裝雄風三型反艦飛彈後火力大幅增加；資江軍艦隸屬海軍一三一艦隊。

## 艦歷
1999年6月29日，資江艦安放龍骨。
1999年9月23日下水，同日淡江艦、新江艦成軍。
2000年2月18日交艦，同年3月10日成軍。
2010年，資江軍艦完成加裝雄風三型反艦飛彈與CS/SPG-6N雷達的改裝工程，為首艘裝備雄風三型飛彈的錦江級艦。
2023年10月16日，因接替的沱江級巡邏艦陸續建成服役，資江軍艦除役，為裝備雄風三型反艦飛彈的7艘錦江級中首艘除役艦。

## 資料來源
1. ↑   (新闻稿). 中華民國海軍. 2017-06-22  [2021-02-01]. （原始内容存档于2021-03-10） （中文（臺灣））.

## 外部連結
- MDC軍武狂人夢-錦江級巡邏艦（页面存档备份，存于）